# العائمون الودودون

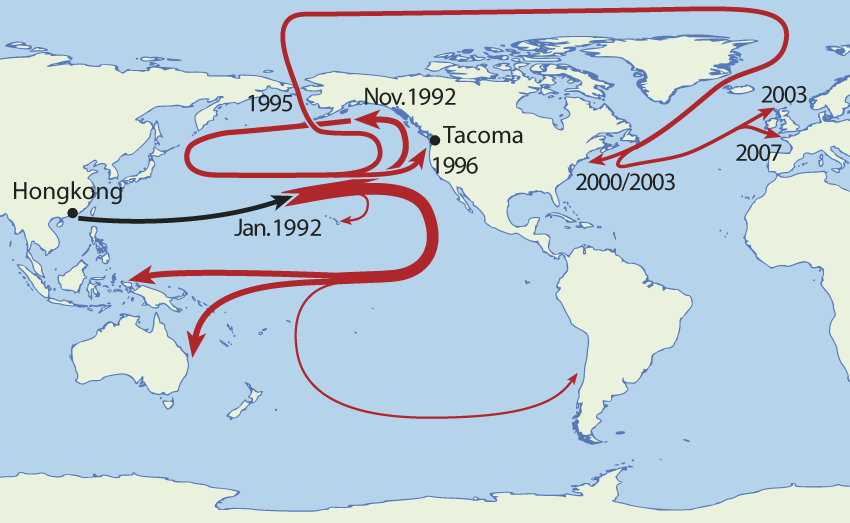
رحلة العائمون الودودون في المحيط الهادئ بدءًا من هونغ كونغ وتشتتًا في أماكن متفرقة من العالم.

العائمون الودودون (بالإنجليزية: Friendly Floatees)‏, هم أعداد هائلة من البط المطاطي الأصفر الصغير وبعض ألعاب الحمام الأخرى الخاصة بالأطفال التي سقطت في المحيط الهادئ عن حاويات سفينة النقل التي كانت تحملها من موطن تصنيعها بهونغ كونغ متوجهة بها إلى مدينة تاكوما الأمريكية عام 1992. وسبحت هذه الألعاب طافية على الماء لمسافة آلاف الأميال وأمضت سنوات عديدة متجمدة في جليد القطب الشمالي حتى وصلت عام 2007 إلى الساحل الشرقي لبريطانيا والسواحل الأيرلندية بعد رحلة مدتها 15 عامًا.
وبتتبع مسارات تلك اللُعبات الصغيرة تم التعرف على العديد من الحقائق بشأن التيارات البحرية ومنطقة غرق سفينة تايتانيك الشهيرة.

## رحلة العائمون الودودون

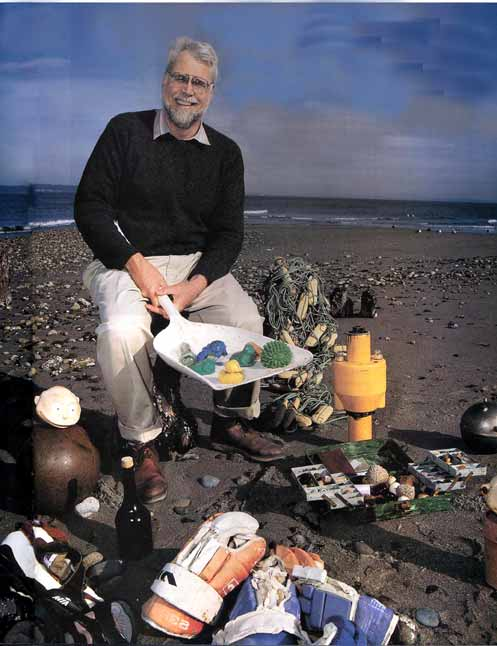
عالم المحيطات كورتيس إبينسيمير (Curtis Ebbesmeyer) حاملًا بعضًا من الألعاب الطافية التي وجدت على الشواطئ بعد حادثة سقوطها عن الحاويات

كانت شحنة اللعبات المطاطية الصغيرة قد صُنّعت في الصين لشركة (The First Years) على أشكال متعددة منها البط الأصفر والضفادع الخضراء والقنادس الحمراء والسلاحف الزرقاء, وانطلقت في حاويات خاصة بالتصدير من ميناء هونغ كونغ  مستهدفة الوصول إلى ميناء تاكوما (واشنطن). ولكنه في العاشر من يناير عام 1992 هبت عاصفة قوية مما تسبب في تدمير بعض هذه الحاويات وخروج 28.000 لعبة عائمة منها إلى المحيط. ورغم أن كل لعبة كانت مغلفة بكيس بلاستيكي ومربوط بها بطاقة تعريفية, إلا أنه سرعان ما انفكّت البطاقات والأكياس وتحررت اللُعبات. واستطاعت كل لعبة أن تطفو وتعوم بحرية على سطح مياه المحيط وذلك نظرًا لعدم وجود ثقوب بجسم أي لعبة مما منع دخول الماء إلى تجويفها وإثقالها وبالتالي غرقها.
وبعد 10 أشهر من حادثة سقوط اللعبات المطاطية في المحيط, ظهرت أول 10 لعبات طافية على ساحل ألاسكا في 16 نوفمبر عام 1992 بمسافة تبعد 3,200 كيلومترًا (2000 ميل) عن موقع سقوطها.
ثم اكتشف وصول 20 لعبة مطاطية في 28 نوفمبر عام 1992, وأكثر من 400 لعبة على ساحل خليج ألاسكا في أغسطس 1993. وهذا يمثل نسبة 1.3% من إجمالي عدد اللعبات التي سقطت في المحيط.
وقد توقع خبراء المحيطات أن عددًا من اللعبات ربما قد جرفه التيار نحو القطب الشمالي من الكرة الأرضية مما سبب تجمده داخل المحيط الشمالي المتجمد. وقد تمر من ستة إلى سبعة أعوام قبل أن تتحرر هذه اللعبات من الجليد وتعود للانطلاق في مياه المحيط وقد ثبت صحة ذلك فيما بعد, ففي عام 2003 رصدت الشركة المصنِّعة للعبات مكافأة بقيمة 100 دولار أمريكي لمن يجد أية لعبة من اللعبات المفقودة على شواطيء إقليم نيو إنجلاند الواقع في شمال شرقي الولايات المتحدة الأمريكية, أو شواطئ كندا أو أيسلندا, وبالفعل تم انتشال عدد من اللعبات في 2004 يفوق ما تم انتشاله خلال الثلاث سنوات السابقة لذلك.
والملاحظ أن اللعبات على شكل بط أصفر أو قنادس حمراء قد تحول لونه بفعل الشمس ومياه البحر إلى اللون الأبيض, أما السلاحف الزرقاء والضفادع الخضراء قد بقيت على لونها.

## علم المحيطات
قام عالما المحيطات كورتيس إبينسيمير (Curtis Ebbesmeyer) و جيس إنجرهام (James Ingraham) في تتبع مسار هذه اللعبات المطاطية بهدف التوصل إلى معلومات بشأن التيارات البحرية واتجاه وسرعة الرياح. وهذه لم تكن التجربة الأولى من نوعها لهذان العالمان. فقد قاما بتتبع 61,000 ألف حذاء من تصنيع شركة نايكي والتي سقطت عن حاويات كانت تحملها عام 1990. كما سبق وأن قام كورتيس بتعقب مسار جثة وجدت طافية ويرتدي صاحبها بدلة نجاة. ويستخدم علماء المحيطات جسيمات ذات تقنية عالية لتعقب تيارات المياه والرياح ولكنها ذات تكلفة مادية عالية مما يجعل إلقاء عشرات الآلاف من هذه الجسيمات في البحار والمحيطات أمرًا مستحيلًا، وذلك هو ما جعل تجارب تعقب المنتجات التي تسقط من حاويات النقل يوميًا تجاربًا ناجحة وذات تكلفة قليلة.
ويتعقب كورتيس حاليًا شحنة كبيرة من القفازات الخاصة بلعبة هوكي الجليد والتي فقدت بنفس الطريقة.
وعالمًيا فإنه قد تفقد محتويات ما يقرب من 10 آلاف حاوية مخصصة لنقل البضائع أثناء إبحار سفن النقل, مما يسبب أضرارًا جمة بالبيئة وبالحياة البحرية.

## النتائج الأدبية والاقتصادية
قام إريك كارل الكاتب الأمريكي بتأليف كتاب خاص بالأطفال بعنوان (10 بطات مطاطية صغيرة) والمستوحى من القصة الحقيقية للعائمون الودودون. وفي 20 يونيو 2004, أنتجت شركة ديزني فيلمًا أمريكيًا كنديًا بعنوان (البطة المحظوظة) (بالإنجليزية:  Lucky Duck)‏ والمبني على قصة العائمون الودودن.
اشتهرت لُعبة البطات الصفراء البلاستيكية وأصبح لدى البعض هوياة لتجميعها, ووصل سعرها في بعض الأماكن إلى 1000 دولار أمريكي.